# يوحنا باول
يوحنا باول (بالإنجليزية: John Paul)‏ (1 يناير 1873 بغلاسكو في المملكة المتحدة - ) هو لاعب كرة قدم بريطاني (وحمل سابقاً جنسية المملكة المتحدة لبريطانيا العظمى وأيرلندا) في مركز الهجوم. لعب مع ديربي كاونتي ونادي بريستول روفيرز ونادي هيبرنيان.